# Glaphyra contristata
Glaphyra contristata là một loài bọ cánh cứng trong họ Cerambycidae.